# Spoorlijn Évreux-Embranchement - Acquigny
De Spoorlijn Évreux-Embranchement - Acquigny was een Franse spoorlijn van Évreux naar Acquigny. De lijn was 21,9 km lang en heeft als lijnnummer 371 000.

## Geschiedenis
Het gedeelte tussen de aansluiting Évreux-Ville en Acquigny werd aangelegd door de Compagnie du chemin de fer d'Orléans à Châlons-sur-Marne en geopend op 10 mei 1872. Na de overname door de Compagnie des chemins de fer de l'Ouest van de lijn werd deze aangesloten op de spoorlijn Mantes-la-Jolie - Cherbourg bij station Évreux-Embranchement, tegenwoordig het station Évreux-Normandie. Dit gedeelte werd geopend op 1 juli 1896, tegelijk werd het personenvervoer naar Évreux-Ville gestaakt.
Personenvervoer op de lijn werd gestaakt op 11 maart 1940. Goederenvervoer tussen Gravigny en Brosville werd kort daarop ook opgeheven in 1942 en tussen Brosville en Acquigny in 1959. 
Tussen Évreux-Embranchement en Gravigny was er tot 1990 nog goederenvervoer en tussen Hondouville en Acquigny was er tussen 1979 en 2008 weer vervoer van goederen voor de papierfabriek van Georgia Pacific.

## Aansluitingen
In de volgende plaatsen is of was er een aansluiting op de volgende spoorlijnen:
Évreux-Normandie
RFN 366 000, spoorlijn tussen Mantes-la-Jolie en Cherbourg
RFN 375 000, spoorlijn tussen Évreux-Embranchement en Quetteville
aansluiting Évreux-Ville
RFN 382 100, aansluiting Évreux-Ville
Acquigny
RFN 370 000, spoorlijn tussen Saint-Georges-Motel en Grand-Quevilly